# Wikipedia w języku białoruskim (taraszkiewicy)
Wikipedia w języku białoruskim (taraszkiewicy) (biał. Беларуская Вікіпэдыя) – jedna z dwóch edycji Wikipedii pisanych w języku białoruskim, wykorzystująca zasady klasycznej pisowni tego języka. 

## Historia

Logo 10-lecia Wikipedii w języku białoruskim (taraszkiewicy)

Pierwszy artykuł w Wikipedii w języku białoruskim, działającej pod domeną be.wikipedia.org, napisano 12 sierpnia 2004 roku. Edycja rozwijała się powoli. Artykuł numer 5000 napisano 29 września 2006 roku. 22 marca 2007 roku Wikipedia ta zawierała 6821 artykułów. Zarejestrowanych w niej było wtedy 743 użytkowników, w tym 5 administratorów. 
Od dawna nabrzmiewał już w niej konflikt odnoszący się co do tego, jaka pisownia i składnia powinna być w niej używana – czy zgodnej z zasadami pisowni „klasycznej” („taraszkiewicy”), czy zgodną z zasadami pisowni „nowej” (tzw. „narkomowki”) z 1933 roku. Historia tego sporu opisana jest w haśle białoruska Wikipedia. Ostatecznie 26 marca 2007 roku podmieniono zawartość białoruskiej Wikipedii, wypełniając ją hasłami i innymi stronami napisanymi w inkubatorze, a starą zawartość przeniesiono pod nowy adres be-x-old.wikipedia.org. 4 września 2015 adres ten zmieniono na be-tarask.wikipedia.org, czyli taki, który był planowany na samym początku.
Przez pewien czas Wikipedia ta była zabezpieczona przed redagowaniem. Po protestach została ona odblokowana i mogła rozwijać się nadal. Dopiero jednak około miesiąc po przenosinach, to jest 26 kwietnia uruchomiono prefiks interwiki „be-x-old”, który umożliwia linkowanie haseł z różnych edycji Wikipedii do ich odpowiedników w tej Wikipedii. Przez ten okres Wikipedyści i ich boty usunęli w różnych Wikipediach linki do haseł w tej Wikipedii, które wykorzystywały wadliwy już w tej sytuacji prefiks „be”.
25 maja 2007 zmarł w Pradze Uładzimir Katkouski, twórca i jeden z najaktywniejszych redaktorów tej edycji Wikipedii.
1 czerwca 2008 roku liczba artykułów w tej edycji przekroczyła 10 000, 17 czerwca 2009 roku – 20 000; 6 sierpnia 2013 roku – 50 000, natomiast 15 września 2015 encyklopedia ta miała ponad 57 000 artykułów.